# Thomas Walker Arnold
Sir Thomas Walker Arnold  (19 de abril de 1864 - 9 de junio de 1930) fue un orientalista e historiador británico del arte islámico. Enseñó en el Muhammadan Anglo-Oriental College, más tarde Universidad Musulmana de Aligarh, y en la Government College University de Lahore.
Arnold era amigo de Sir Syed Ahmed Khan, que influyó en él para que escribiera su famoso libro La predicación del islam: una historia de la propagación de la fe musulmana, y de Shibli Nomani, con quien enseñó en Aligarh. Fue profesor de Syed Sulaiman Nadvi y del poeta y filósofo Muhammad Iqbal. Fue el primer editor en inglés de la primera edición de la Encyclopaedia of Islam.

## Biografía
Thomas Walker Arnold nació en Devonport, Plymouth, el 19 de abril de 1864, y se educó en la City of London School. Desde 1888 trabajó como profesor en el Muhammadan Anglo-Oriental College de Aligarh. En 1892 se casó con Celia Mary Hickson, sobrina del pedagogo  Theodore Beck.
En 1898 aceptó un puesto como profesor de filosofía en el Government College de Lahore y más tarde fue nombrado decano de la Facultad Oriental de la Universidad del Punjab.
De 1904 a 1909, formó parte del personal de la Oficina de la India como Bibliotecario Adjunto. En 1909 fue nombrado Consejero Educativo de los estudiantes indios en Gran Bretaña. De 1917 a 1920 fue Consejero del Secretario de Estado para la India. De 1921 a 1930 fue profesor de estudios árabes e islámicos en la Escuela de Estudios Orientales de la Universidad de Londres.
Arnold fue investido Compañero de la Orden del Imperio de la India en 1912, y en 1921 fue investido caballero. Murió el 9 de junio de 1930.

## Obras
- The preaching of Islam: a history of the propagation of the Muslim faith. Westminster: A. Constable and co. 1896. Consultado el 4 de julio de 2023.
- Traducción y edición de Las florecillas de San Francisco de Francisco de Asís. Londres: J. M. Dent, 1898.
- The Court Painters of the Grand Moghuls. Oxford: Oxford University Press, 1921.
- The Caliphate. Oxford: Clarendon Press, 1924. Reeditado con un capítulo adicional de Sylvia G. Haim: Routledge and Kegan Paul, Londres 1965.
- Painting in Islam, A Study of the Place of Pictorial Art in Muslim Culture. Oxford: Clarendon Press, 1928. Reimpresión de 1965.
- Bihzad and his Paintings in the Zafar-namah ms. Londres: B. Quaritch, 1930.
- (con Alfred Guillaume) The Legacy of Islam. Oxford: Oxford University Press, 1931.
- The Old and New Testaments in Muslim Religious Art. Londres: Pub. para la Academia Británica por H. Milford, Oxford University Press. Schweich Lectures para 1928.